# نقشه فرار ۳: ایستگاه شیطان
نقشه فرار ۳: ایستگاه شیطان (به انگلیسی: Escape Plan 3: Devil's Station) یک فیلم اکشن و دلهره‌آور آمریکایی در سبک فیلم زندان به کارگردانی و نویسندگی مشترک جان هرتسفلد و دنباله‌ای بر فیلم نقشه فرار (۲۰۱۳) و نقشه فرار ۲ (۲۰۱۸) می‌باشد. این سومین و آخرین قسمت از مجموعه فیلم‌های نقشه فرار محسوب می‌شود. در این فیلم سیلوستر استالونه، فیفتی سنت، دیو باتیستا و جیمی کینگ نقش‌های خود را از فیلم‌های قبلی تکرار می‌کنند. این فیلم در ۲ ژوئیه ۲۰۱۹ به صورت ویدئویی در ایالات متحده منتشر شد، اما در کشورهایی مانند روسیه، ایتالیا، استرالیا، ترکیه، مصر و پرتغال اکران سینمایی شد.
این فیلم نقدهای منفی دریافت کرد، اگرچه نسبت به فیلم قبلی پیشرفت داشتند. ولی با بودجه تولید کمتر از ۳٫۶ میلیون دلار، در برخی از کشورها به فروش ۱٫۸ میلیون دلاری در سینماها دست یافت و در بازار داخلی با فروش ۲٫۹ میلیون دلار همراه بود.

## خلاصه داستان فیلم
ری برسلین (استالونه) که یک متخصص امنیت که به داخل بهترین زندان‌های امنیتی جهان رفته و از آنها فرار می‌کند. تا اینکه «ری برسلین» و گروه اش درگیر آزادسازی دختر ربوده شده‌ی یک هنگ‌کنگی سرشناس از داخل زندانی ترسناک و عظیم (معروف به ایستگاه شیطان) که در کشور لتونی می‌باشد را نجات دهد.

## بازیگران
- سیلوستر استالونه … ری برزلین
- دیوید باتیستا … ترنت دِ رُزا
- فیفتی سنت … هاش
- جیمی کینگ … ابیگِیل راس
- جین ژانگ … شن
- دوون ساوا … لستر کلارک جونیور
- هری شام جونیور … بائو
- ملیس جو
- دنیل برنهارت

## تولید
توسعه اولین بار در آوریل ۲۰۱۷ اعلام شد، زمانی که استالونه هنگام فیلمبرداری نقشه فرار ۲ گفت: که قسمت سوم این فرنچایز در راه است. در آگوست ۲۰۱۷، انتخاب بازیگران برای نقش‌های اضافی و گویندگی در حال انجام بود. هدف تهیه‌کنندگان بازیگرانی با تجربه هنرهای رزمی ترکیبی بود، زیرا صحنه‌های مبارزه بالقوه با استالونه و باتیستا وجود دارد. فیلمبرداری در ۱۸ سپتامبر ۲۰۱۷ آغاز شد و در ۱۳ اکتبر ۲۰۱۷ به پایان رسید. این فیلم در ابتدا نقشه فرار ۳: ایستگاه شیطان نام داشت، اما در اکتبر ۲۰۱۸ عنوان آن به نقشه فرار: استخراج کنندگان تغییر یافت.